# Gustav Rudberg
Gustav Rudberg, född 3 januari 1915 i Stockholm, död 15 oktober 2001 i Stockholm, var en svensk målare och grafiker. 

## Biografi
Rudberg föddes i Stockholm men växte delvis upp på Hven där han också under sitt vuxna liv bodde och målade under sommarhalvåret. Han studerade vid Brandts teckningsskola Köpenhamn 1934 samt för Kræsten Iversen vid Det Kongelige Danske Kunstakademi 1935-1937 samt för Isaac Grünewald vid Kungliga konsthögskolan i Stockholm åren 1937-1943. Sitt genombrott hos de svenska konstkritikerna fick Rudberg med en utställning på Konstnärshuset i Stockholm 1959.
Rudberg är känd som Spanien-Gustav eftersom han var en av de första i sin generation att upptäcka Spanien som inspirationskälla. Han deltog 1980 i en vetenskaplig expedition med isbrytaren Ymer i polarhavet norr om Svalbard och Grönland och dokumenterade resan med dagboksmålningar.
Rudberg finns representerad på Moderna museet  i Stockholm, Arkivet för dekorativ konst i Lund, Malmö museum, Helsingborgs museum, Göteborgs konstmuseum, Kalmar konstmuseum, Örebro läns landsting och en rad museer i andra svenska städer och i utlandet.
Rudberg fick en minnessten på Landskrona Walk of Fame år 2024.